# Kathrin Boron
Pour les articles homonymes, voir Boron.
Kathrin Boron est une rameuse allemande, née le 4 novembre 1969.

## Palmarès

### Aviron aux Jeux olympiques
- 2008 à Pékin,  Chine
  -  Médaille de bronze dans la catégorie Quad Sculls
- 2004 à Athènes,  Grèce
  -  Médaille d'or dans la catégorie Quad Sculls
- 2000 à Sydney,  Australie
  -  Médaille d'or dans la catégorie Double-scull
- 1996 à Atlanta,  États-Unis
  -  Médaille d'or dans la catégorie Quad Sculls
- 1992 à Barcelone,  Espagne
  -  Médaille d'or dans la catégorie Double Sculls

### Championnats du monde
- 2007 à Munich,  Allemagne
  -  Médaille d'argent en Women's quad
- 2005 à Gifu,  Japon
  -  Médaille d'argent en Women's quad
- 2003 à Milan,  Italie
  -  Médaille d'argent en Double Sculls
- 2001 à Lucerne,  Suisse
  -  Médaille d'or en Double Sculls
- 1999 à Saint Catharines,  Canada
  -  Médaille d'or en Double Sculls
- 1998 à Cologne,  Allemagne
  -  Médaille d'or en Quad Sculls
- 1997 à Aiguebelette-le-Lac,  France
  -  Médaille d'or en Quad Sculls
  -  Médaille d'or en Double Sculls
- 1994 à Indianapolis,  États-Unis
  -  Médaille d'argent en Single Sculls
- 1993 à Račice,  République tchèque
  -  Médaille d'argent en Double Sculls
- 1991 à Vienne,  Autriche
  -  Médaille d'or en Double Sculls
- 1990 à Lac Barrington,  Australie
  -  Médaille d'or en Double Sculls

## Distinctions
La Médaille Thomas Keller 2009 lui a été attribuée.